# Línea 139 (Rosario)
Línea 139 es una línea de transporte urbano de pasajeros de la ciudad de Rosario, Argentina. El servicio está actualmente operado por la empresa Rosario Bus.
Anteriormente el servicio de la línea 139 era prestado en sus orígenes y bajo la denominación de línea 10 Roja por Las Delicias Transporte Automotor S.R.L. (cambiando en 1986 su denominación a línea 139), luego Las Delicias S.A., y finalmente Empresa Mixta de Transporte Rosario Sociedad Anónima -EMTRSA- desde 2009 hasta el 31 de diciembre de 2018, ya que a partir del 1° de enero de 2019, la empresa El Cacique Ros se hizo cargo de la línea hasta el 2022.

## Recorrido

### 139
Servicio diurno y nocturno.
|  | lDAMPF | KBHFa |  |

|  |  | BHF |

|  |  | BHF |

|  |  | BHF |

|  | STR+l | ABZgr |  |

|  | STR | DST | BUS2 |

|  | STR | BHF | CONTg |

|  | STR | BHF | CONTg |

|  | STR | BHF | CONTg |

| CONTf | BHF | BHF | CONTg |

|  | STRl | ABZg+r |  |

|  |  | BHF |

|  | BUS2 | BHF |  |

|  |  | BHF |

|  | BUS2 | BHF |  |

|  |  | BHF |

|  |  | BHF |

|  |  | BHF |

|  |  | BHF |

|  |  | BHF |

|  |  | STR+lBUEq |

|  |  | BHF |

|  |  | BHF |

|  |  | BHF |

|  |  | BHF |

|  |  | BHF |

|  |  | BHF |

|  |  | BHF |

|  |  | BHF |

|  | STR+l | ABZgr |  |

| CONTf | BHF | STR |  |

| CONTf | STR+lBUEq | STR+lBUEq | CONTg |

| CONTf | BHF | STR | CONTg |

| CONTf | BHF | STR | CONTg |

|  | STRl | ABZg+r |  |

|  |  | BHF |

|  |  | KBHFe |